# Ален Муено
Ален Муено (фр. Alain Moineau, 15 травня 1928 — 20 жовтня 1986) — французький велогонщик.
Бронзовий призер Олімпійських Ігор 1948 року в командній шосейній гонці.